# Aleksander II (wnuk Heroda Wielkiego)
Aleksander II (ur. 15 p.n.e., zm. zapewne między 26 a 28) - syn królewicza żydowskiego Aleksandra I, syna króla Judei Heroda Wielkiego, oraz Glafiry, córki Archelaosa I Filopatrisa Ktistesa Sotera, ostatniego króla Kapadocji. Brat Tigranesa V, króla Armenii.
Około 8 p.n.e. Herod Wielki kazał stracić ojca Aleksandra II. Nie zmieniło to sytuacji tego ostatniego, który około 7 p.n.e. został zaręczony z nieznanego imienia córką Ferorasa, tetrarchy Perei. Małżeństwo to nie doszło do skutku.
Losy Aleksandra II po śmierci jego dziadka Heroda w 4 p.n.e. nie są dokładnie znane. Przypuszczalnie wychowywał się na dworze drugiego dziadka, Archelaosa, króla Kapadocji, a później w celach edukacyjnych został wysłany do Rzymu.
Z zachowanej umowy z 54 roku wiadomo, że był właścicielem dwóch posiadłości w Egipcie, prawdopodobnie w wiosce Euhemeria. W testamencie zapisał je cesarzowej Liwii i jego synowej Antonii Młodszej.
Synem Aleksandra II był Tigranes VI.